# Бялики
Бялики (пол. Bialiki) — село в Польщі, у гміні Кольно Кольненського повіту Підляського воєводства.
Населення — 190 осіб (2011).
У 1975-1998 роках село належало до Ломжинського воєводства.

## Демографія
Демографічна структура станом на 31 березня 2011 року:
|          | Загалом | Допрацездатний вік | Працездатний вік | Постпрацездатний вік |
| -------- | ------- | ------------------ | ---------------- | -------------------- |
| Чоловіки | 100     | 33                 | 58               | 9                    |
| Жінки    | 90      | 26                 | 46               | 18                   |
| Разом    | 190     | 59                 | 104              | 27                   |